# 페도라 (1978년 영화)
페도라(Fedora)는 독일(구 서독)에서 제작된 빌리 와일더 감독의 1978년 영화이다. 윌리엄 홀든 등이 주연으로 출연하였고 빌리 와일더 등이 제작에 참여하였다.

## 출연

### 주연
- 윌리엄 홀든
- 마르트 켈러

### 조연
- 힐드가드 네프
- 호세 페레
- 프란시스 스턴하겐
- 마리오 아도프

## 제작진
- 협력프로듀서: I.A.L. 다이아몬드
- 미술: 알렉상드르 트로너
- 의상: 샤롯 플레밍